# Joan Villadelprat i Bernal
Joan Villadelprat i Bernal   (Sant Cugat del Vallès, 15 de novembre de 1955) és un tècnic català que des de començament de la dècada de 1980 ha treballat a la Fórmula 1 formant part dels equips tècnics de diverses escuderies de Fórmula 1, com McLaren i Tyrrell; com a cap de mecànics a Ferrari entre de 1987 i 1989; en l'staff directiu de Benetton el 1994 i 1995 o a la Prost Grand Prix com a director general. Durant aquest temps a la Fórmula 1 acumula un total de cinc campionats del món de pilots i 3 de constructors.
Començà de mecànic a Flash Monthlèry i després treballà per a Jean Claude i per a l'equip estatal de Fórmula Renault de 1979 a 1980. En dissoldre's l'equip, decidí romandre al Regne Unit, on s'havia establert, i allí entrà a formar part de l'equip McLaren a l'època de Niki Lauda. Fou responsable del grup de mecànics que tenia cura del cotxe de John Watson i després, d'Alain Prost. El 1987 se n'anà a Ferrari amb l'enginyer John Barnard quan aquest deixà McLaren. A Ferrari fou el cap de mecànics durant tres temporades. De cara a 1990, fou contractat per Ken Tyrrell per a fer de Team Manager a la Tyrell Racing Organisation.
Cap al 2007, Villadelprat treballava en projectes automobilístics esportius per a l'empresa Epsilon Euskadi, de la qual n'era director, ubicada al municipi d'Azkoitia (País Basc). Treballava en la posada a punt, manteniment i desenvolupament dels vehicles de l'escuderia Epsilon Euskadi que participaven en les World Series by Renault i el 2008 va dirigir un projecte íntegrament estatal i va dissenyar un vehicle de competició anomenat EE1 LMP1 que va participar en proves de resistència i que va debutar al Circuit de Barcelona-Catalunya. A més, realitzava col·laboracions en ràdio, premsa i televisió en mitjans com Catalunya Ràdio, TVE, Car & Driver, Diari Sport, El Diario Vasco, El País i com a comentarista a TV3 i Telecinco.
El setembre de 2012 el Jutjat del Mercantil de Vitòria va aprovar un pla de liquidació de l'empresa Epsilon Euskadi presentat pels administradors concursals d'aquesta. Per la seva part el Govern Basc, un dels principals impulsors del projecte, va sol·licitar la inhabilitació per cinc anys de Joan Villadelprat com a màxim responsable de l'empresa per la declaració de fallida.